# Camí vell d'Hortoneda a l'Espluga de Cuberes
El camí vell d'Hortoneda a l'Espluga de Cuberes és un camí rural del poble d'Hortoneda, a l'antic terme d'Hortoneda de la Conca, actualment pertanyent a Conca de Dalt, al Pallars Jussà.
Arrenca de la mateixa Hortoneda cap al nord, al peu dels Ribots, passa als peus i a llevant del Solà d'Hortoneda i a ponent de l'Escaleta i la Colladeta, on en surt, cap al nord-oest, el Camí del Bosc de Llania. Poc després, als peus del Roc de Tomàs, però, es perd en forma de camí. Segueix en forma de corriols de muntanya, molt perdedors: el desús del camí l'ha fet quasi desaparèixer del tot.